# Martti Kairinen
Martti Juhani Kairinen, född 24 juni 1947 i Masku, är en finländsk jurist.
Kairinen avlade juris doktorsexamen 1979. Han var 1980–1998 biträdande professor i arbets- och socialrätt vid Åbo universitet samt blev 1998 professor i arbetsrätt. Han har som forskare närmat sig samhällsvetenskaperna och intresserat sig för hermeneutiken. I avhandlingen Perussuhdeteoriasta työoikeuden yleisten oppien osana (1979) särskilde han fyra samhälleliga utvecklingsstadier i Finland och med dem korresponderande faser inom arbetsrätten.

## Utmärkelser
- Riddartecknet av I klass av Finlands Vita Ros’ orden,  6 december 2004[1]

[Redigera Wikidata]